# Кощей. Похититель невест
«Кощей. Похититель невест» — российский полнометражный анимационный фильм 2022 года студии «КиноАтис» и кинокомпании СТВ. Главные роли в картине озвучили Виктор Добронравов, Елизавета Боярская и Владимир Сычев.
Премьера мультфильма состоялась 9 июня 2022 года.

## Сюжет
Вечно молодой и всегда с иголочки одетый Кощей вот уже сотни лет не может найти себе невесту. Он и запугивал, и похищал разнообразных царевен, но эти ухаживания так и не помогли принцу тьмы. Тем временем прекрасная богатырша Варвара только и делает, что отбивается на арене от женихов, позарившихся на её приданое. Однако, завладев кощеевой иглой, царь Горох придумывает, как добраться до Варвары. Вот только он не учел одного — смерть Кощея хоть и заключена в игле, но в его сердце ещё может ожить любовь…

## Роли озвучивали
| Актёр                                  | Роль                               |
| -------------------------------------- | ---------------------------------- |
| Виктор Добронравов                     | Кощей Бессмертный                  |
| Екатерина Тарасова                     | богатырша Варвара                  |
| Владимир Сычёв                         | Колобок                            |
| Елизавета Боярская                     | Мара злая колдунья                 |
| Роман Артемьев                         | царь Горох                         |
| Никита Кологривый                      | Петрушка                           |
| Ирина Савина                           | Баба Яга                           |
| Елена Шульман                          | Агафья                             |
| Антон Эльдаров                         | Гелик / Резик                      |
| Артур Иванов                           | Соловей-Разбойник / Лис            |
| Александр Новиков                      | Глашатай                           |
| Вадим Медведев                         | туман / Толстый разбойник          |
| Наталия Колодяжная                     | Василиса / радиоведущая            |
| Денис Моисеев                          | Старик с трибуны / Худой разбойник |
| Михаил Лукашов                         | Волк / возница                     |
| Катерина Африкантова Анастасия Шукевич | принцессы                          |

## Маркетинг
Тизер фильма был опубликован в интернете в конце апреля 2022 года.